# Tartu universitets naturhistoriska museum
Tartu universitets naturhistoriska museum (estniska: Tartu Ülikooli Loodusmuuseum) är ett estniskt naturhistoriskt universitetsmuseum inom Tartu universitet i Tartu i Estland.
Tartu universitets naturhistoriska museum har sitt ursprung i den naturaliekammare som sköttes av universitetets professor i naturvetenskap. Samlingen grundades 1802 genom att universitetet övertog en samling böcker och naturalier från storfursten Konstantin Pavlovitj. 
Museet ligger numera i en byggnadsminnesförklarad institutionsbyggnad för universitetet i neoklassisk stil, som ritades av Otto Hoffman och uppfördes 1912–1914. 

## Universitets museer
- Tartu universitetsmuseum
- Tartus gamla observatorium
- Tartus gamla anatomiska teater
- Tartu universitets konstmuseum
- Tartu universitets botaniska trädgård

## Bildgalleri

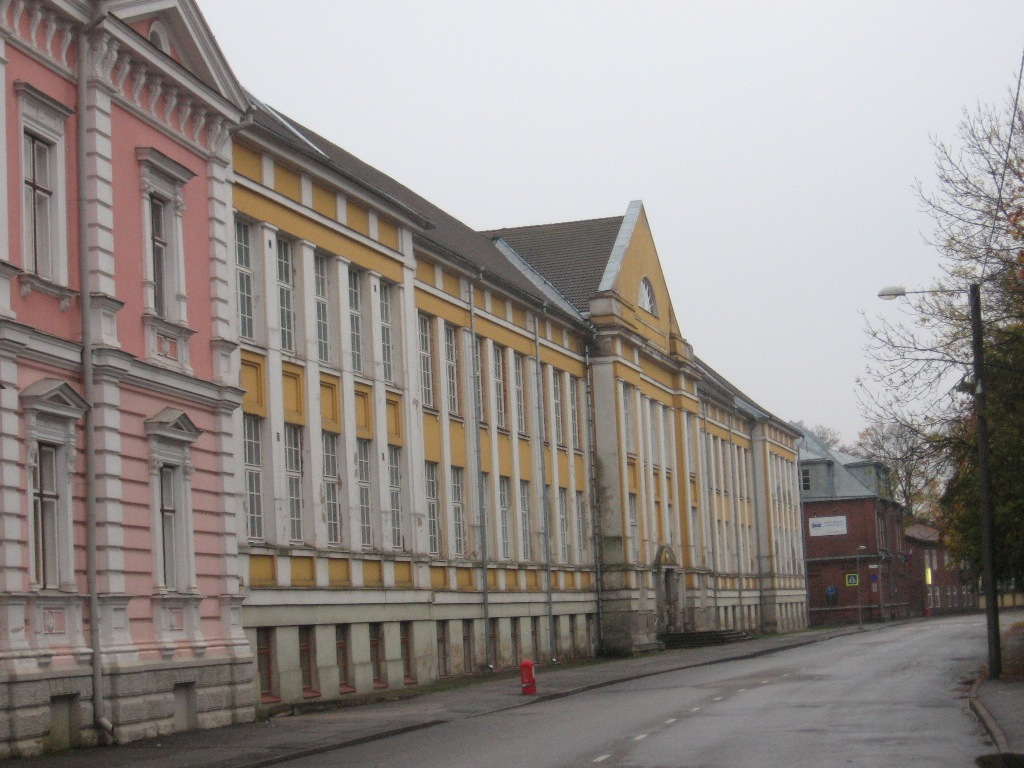
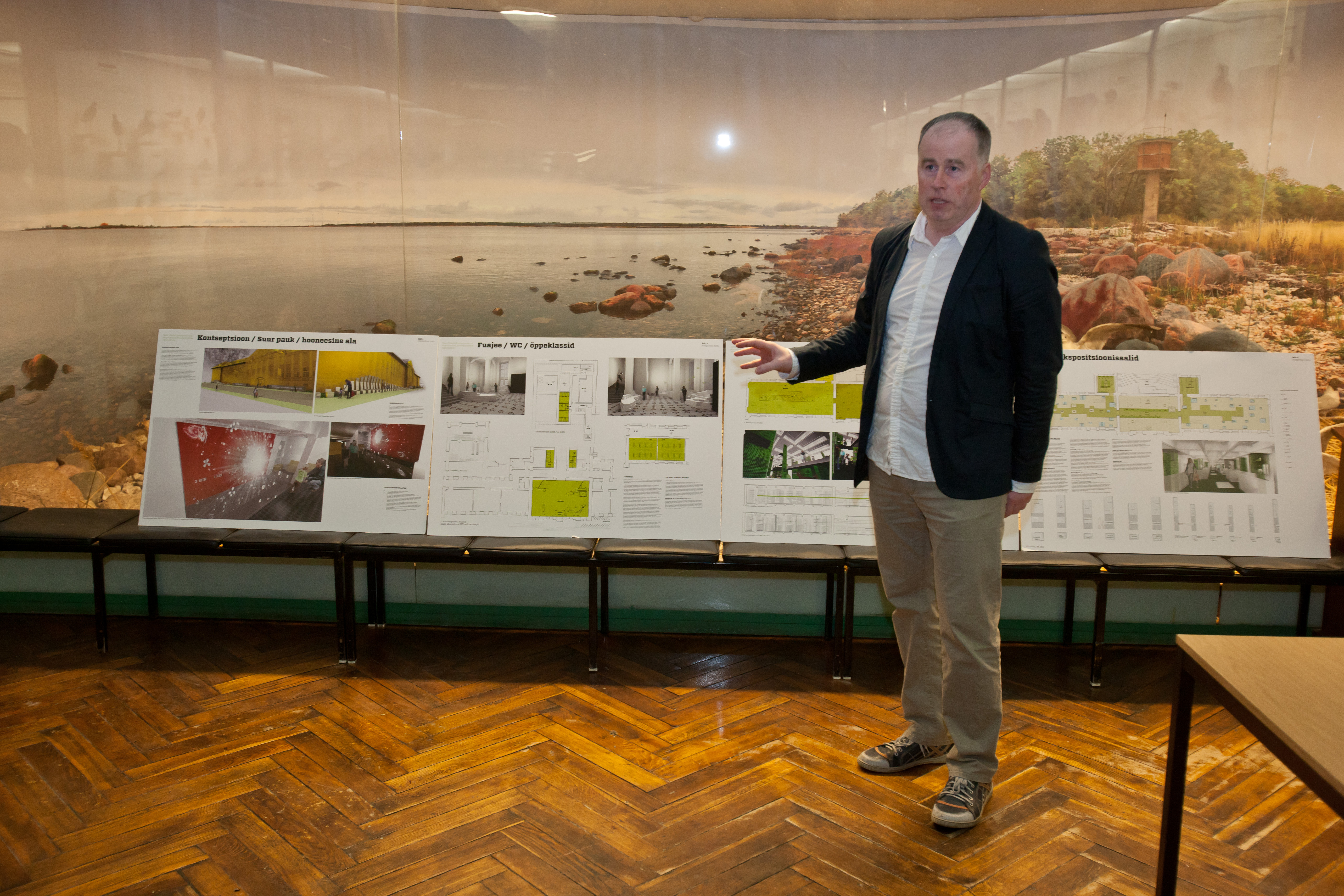
Interiör, 2011
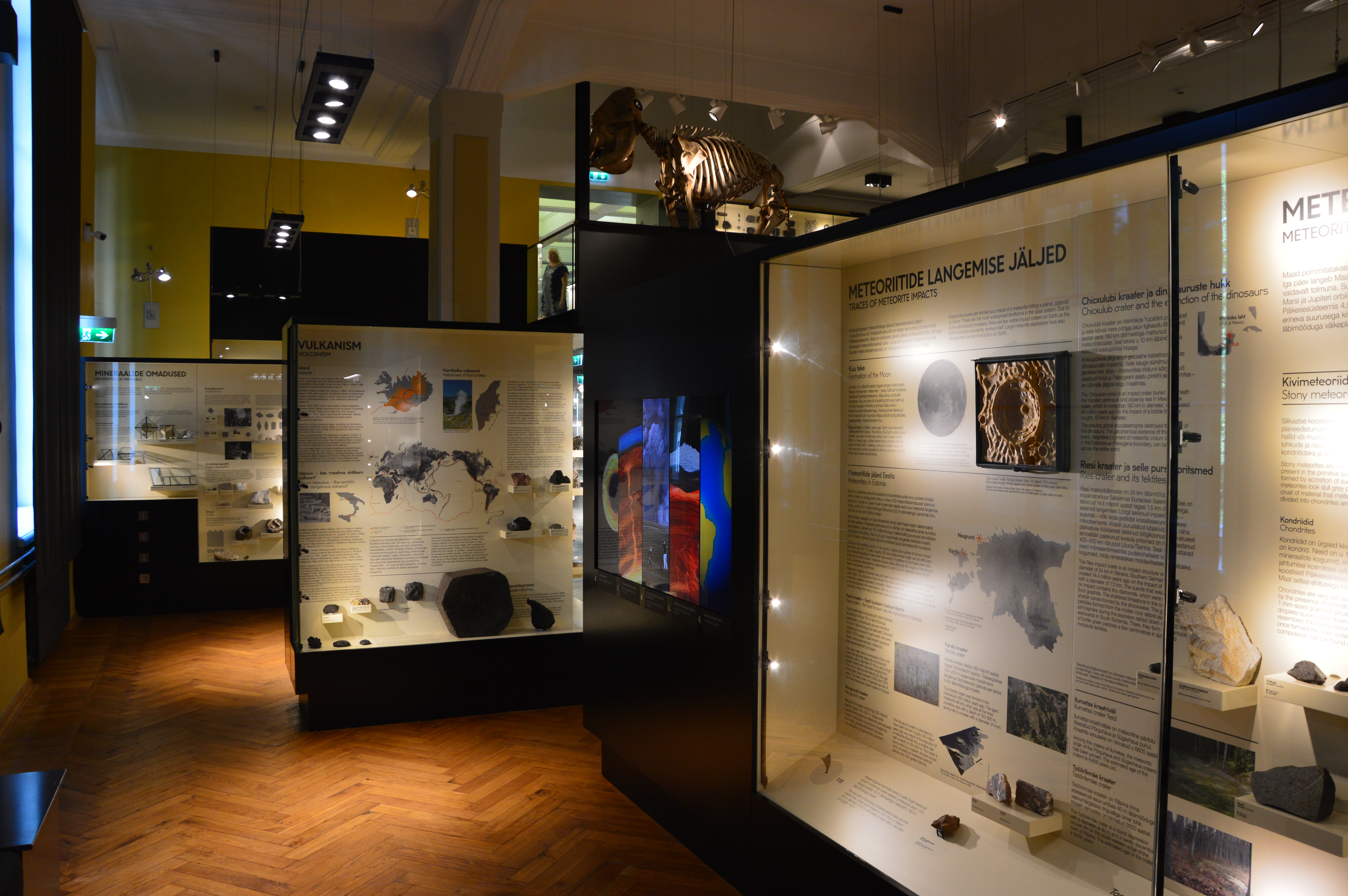
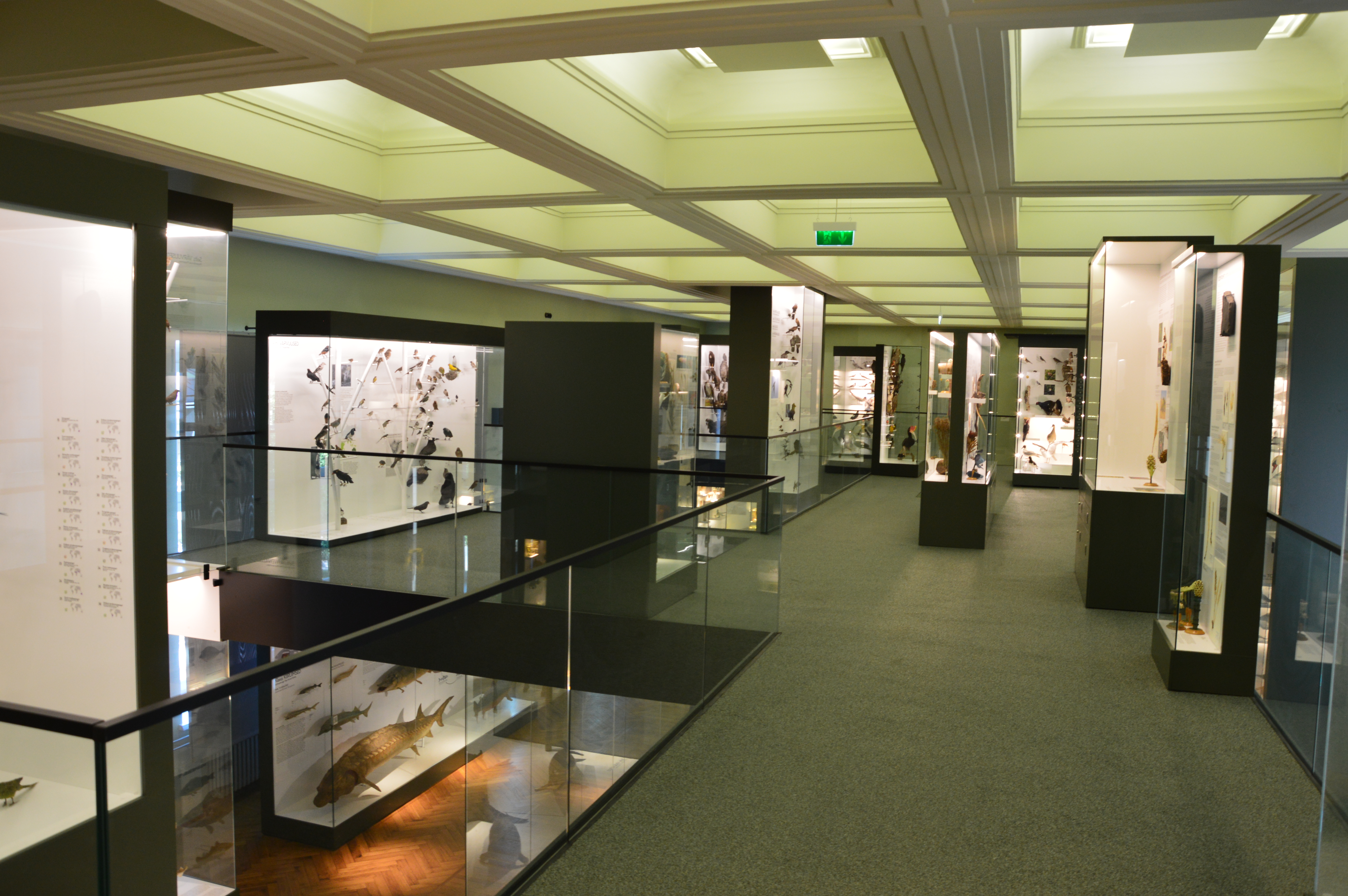
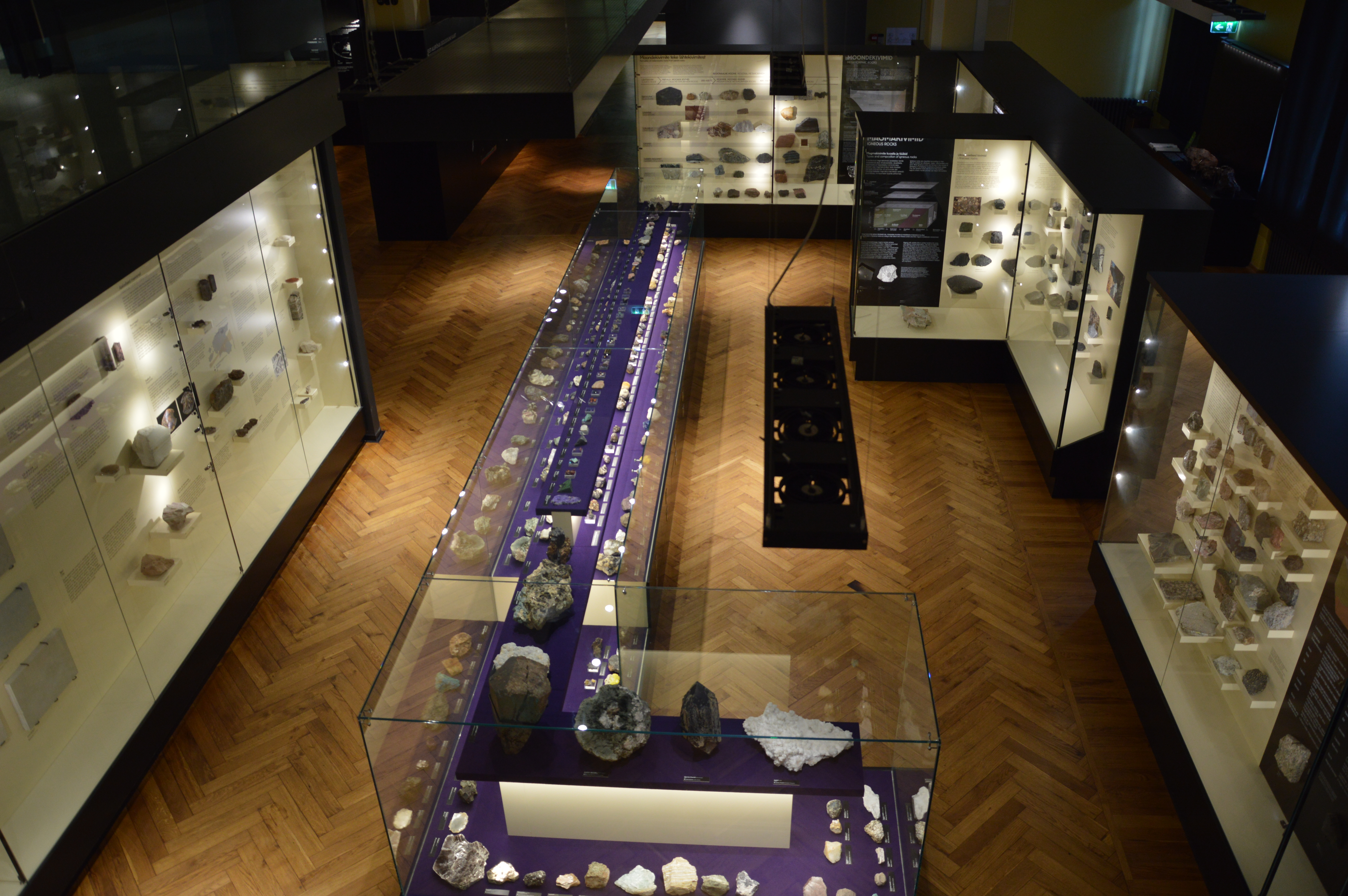